# The World e.p.
『The World e.p.』（ザ・ワールド イーピー）は、9mm Parabellum Bulletのミニアルバム。2007年5月16日発売。

## 解説
プレ・デビュー盤として発売されたミニアルバム。このバンドのe.p.シリーズの先駆けになる。
メジャーレーベルからの発売だが、前述の通り本作はプレ・デビュー盤としての発売のため、次作として発売されたシングル「Discommunication e.p.」がメジャーデビュー作となる。
2007年8月31日までの期間限定生産であったため、現在は生産終了している。

## 収録曲
1. The World (4:01)
2. Heat-Island (2:52)
3. (teenage) Disaster [new recording] (2:04)
4. Mr.Suicide [new recording] (3:27)
5. marvelous [new recording] (2:39)
6. Talking Machine [new recording] (3:10)
7. sector [new recording] (2:23)

(#1, #2　作詞：菅原卓郎　作曲・編曲：9mm Parabellum Bullet　プロデュース：いしわたり淳治)

(#3～#7　作詞・作曲・編曲・プロデュース：9mm Parabellum Bullet)